# Bordeaux-Paris 1964
Bordeaux-Paris 1964 est la 63e édition de la course cycliste Bordeaux-Paris qui se déroule le 31 mai 1964.

## Classement général final
| Classement final général | Classement final général | Classement final général | Classement final général        | Classement final général |
|                          | Coureur                  | Pays                     | Équipe                          | Temps                    |
| ------------------------ | ------------------------ | ------------------------ | ------------------------------- | ------------------------ |
| 1er                      | Michel Nédélec           | France                   | Peugeot-BP-Gitane               | en 14 h 28 min 46 s      |
| 2e                       | Jean Stablinski          | France                   | Saint-Raphael-Gitane-Campagnolo | à 7 min 38 s             |
| 3e                       | Theo Nijs                | Belgique                 |                                 | à 11 min 42 s            |
| 4e                       | Jo de Roo                | Pays-Bas                 | Saint-Raphael-Gitane-Campagnolo | à 11 min 42 s            |
| 5e                       | Camille Le Menn          | France                   | Peugeot-BP-Gitane               | à 17 min 10 s            |
| 6e                       | Jean Delberghe           | France                   | Pelforth-Sauvage-Lejeune        | à 18 min 20 s            |
| 7e                       | Jean Graczyk             | France                   | Margnat-Paloma-Dunlop           | à 20 min 52 s            |
| 8e                       | Victor Van Schil         | Belgique                 | Mercier-Hutchinson-BP           | à 23 min 11 s            |
| 9e                       | Joseph Groussard         | France                   | Pelforth-Sauvage-Lejeune        | à 25 min 13 s            |
| 10e                      | Wim van Est              | Pays-Bas                 |                                 | à 30 min 59 s            |
| modifier                 |                          |                          |                                 |                          |